# Tommie Boyd
Tommie Leeshay Boyd (* 21. Dezember 1971 in Lansing, Michigan) ist ein ehemaliger US-amerikanischer American-Football-Spieler. Er spielte zwei Saisons auf der Position des Wide Receivers in der National Football League (NFL).

## Footballkarriere
Boyd spielte an der Lansing Eastern High School und der University of Toledo Football. Von 1997 bis 1998 spielte er für die Detroit Lions in der NFL. In dieser Zeit fing er 14 Pässe.

## Nach der NFL
Nach seiner Footballkarriere arbeitete Boyd als Trainer an der Fraser High School in Oakland. Im März 2011 wurde er wegen sexuellem Missbrauchs von Minderjährigen zu zwei Jahren Haft verurteilt. In einem zweiten Fall wurde er wegen desselben Verbrechens zu fünf bis fünfzehn Jahren Haft verurteilt.